# Baâlon
Pour les articles homonymes, voir Baâlons.
Baâlon est une commune française située dans le département de la Meuse, en région Grand Est.

## Géographie

### Localisation
Le village de Baâlon se trouve dans le nord du département de la Meuse.
Le territoire de la commune est limitrophe de cinq autres communes :
|        |        | Brouennes          |
| Stenay | Baâlon | Quincy-Landzécourt |
| Mouzay |        | Juvigny-sur-Loison |

### Hydrographie
La commune est dans le bassin versant de la Meuse au sein du bassin Rhin-Meuse. Elle est drainée par le ruisseau de Baalon,.

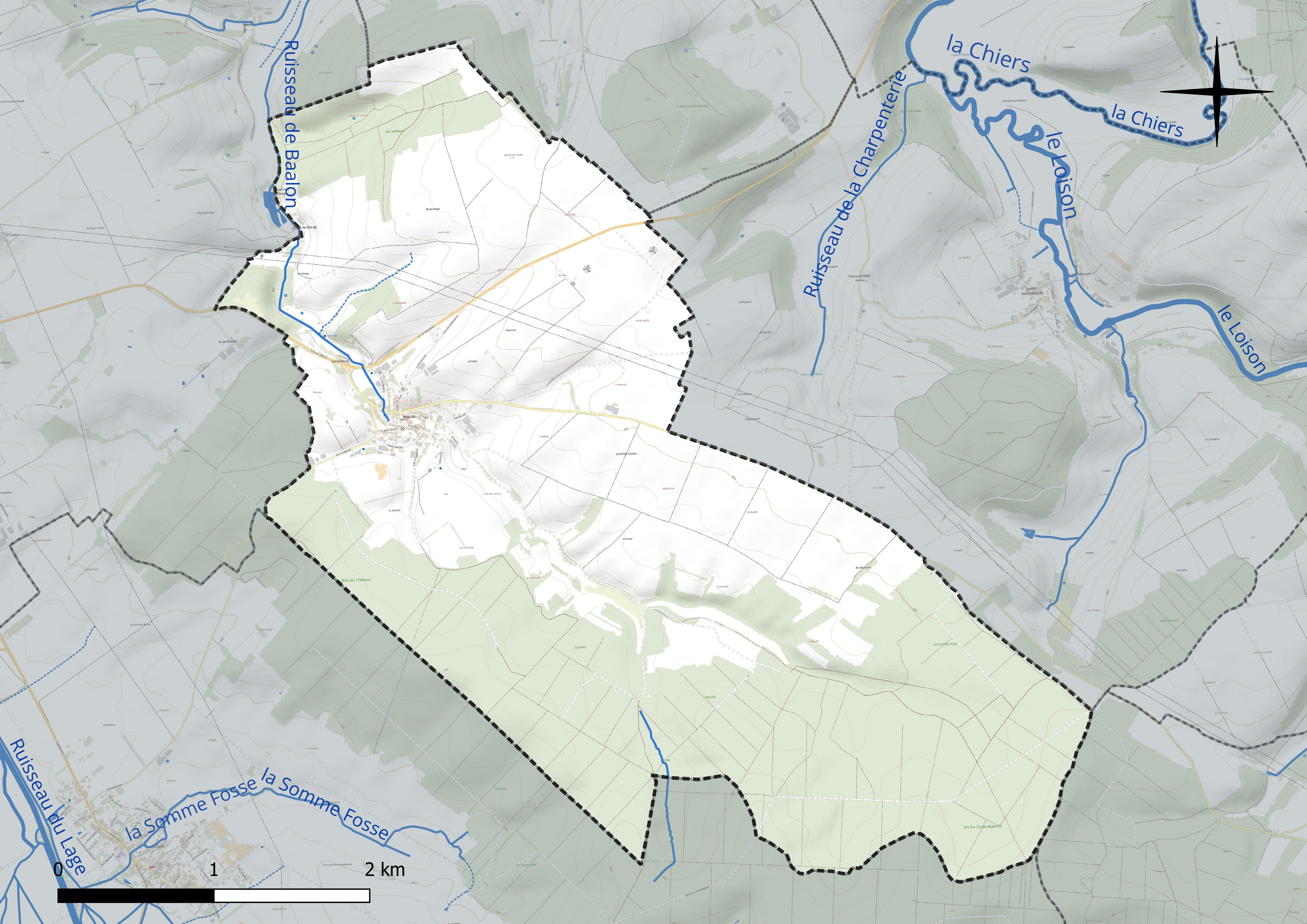
Réseau hydrographique de Baâlon.

### Climat
Pour des articles plus généraux, voir Climat du Grand Est et Climat de la Meuse.
En 2010, le climat de la commune est de type climat de montagne, selon une étude du Centre national de la recherche scientifique s'appuyant sur une série de données couvrant la période 1971-2000. En 2020, Météo-France publie une typologie des climats de la France métropolitaine dans laquelle la commune est exposée à un climat océanique altéré et est dans la région climatique  Lorraine, plateau de Langres, Morvan, caractérisée par un hiver rude (1,5 °C), des vents modérés et des brouillards fréquents en automne et hiver. 
Pour la période 1971-2000, la température annuelle moyenne est de 9,3 °C, avec une amplitude thermique annuelle de 15,6 °C. Le cumul annuel moyen de précipitations est de 953 mm, avec 14 jours de précipitations en janvier et 9,6 jours en juillet. Pour la période 1991-2020, la température moyenne annuelle observée sur la station météorologique de Météo-France la plus proche, « Mouzay », sur la commune de Mouzay à 3 km à vol d'oiseau, est de 10,6 °C et le cumul annuel moyen de précipitations est de 789,5 mm. 
La température maximale relevée sur cette station est de 40,4 °C, atteinte le 24 juillet 2019 ; la température minimale est de −15,3 °C, atteinte le 20 décembre 2009,,. 
Les paramètres climatiques de la commune ont été estimés pour le milieu du siècle (2041-2070) selon différents scénarios d'émission de gaz à effet de serre à partir des nouvelles projections climatiques de référence DRIAS-2020. Ils sont consultables sur un site dédié publié par Météo-France en novembre 2022.

## Urbanisme

### Typologie
Au 1er janvier 2024, Baâlon est catégorisée commune rurale à habitat dispersé, selon la nouvelle grille communale de densité à sept niveaux définie par l'Insee en 2022.
Elle est située hors unité urbaine et hors attraction des villes,.

### Occupation des sols
L'occupation des sols de la commune, telle qu'elle ressort de la base de données européenne d’occupation biophysique des sols Corine Land Cover (CLC), est marquée par l'importance des territoires agricoles (50,9 % en 2018), une proportion identique à celle de 1990 (50,9 %). La répartition détaillée en 2018 est la suivante : 
forêts (47,2 %), terres arables (36,3 %), prairies (14,6 %), zones urbanisées (1,9 %). L'évolution de l’occupation des sols de la commune et de ses infrastructures peut être observée sur les différentes représentations cartographiques du territoire : la carte de Cassini (XVIIIe siècle), la carte d'état-major (1820-1866) et les cartes ou photos aériennes de l'IGN pour la période actuelle (1950 à aujourd'hui).

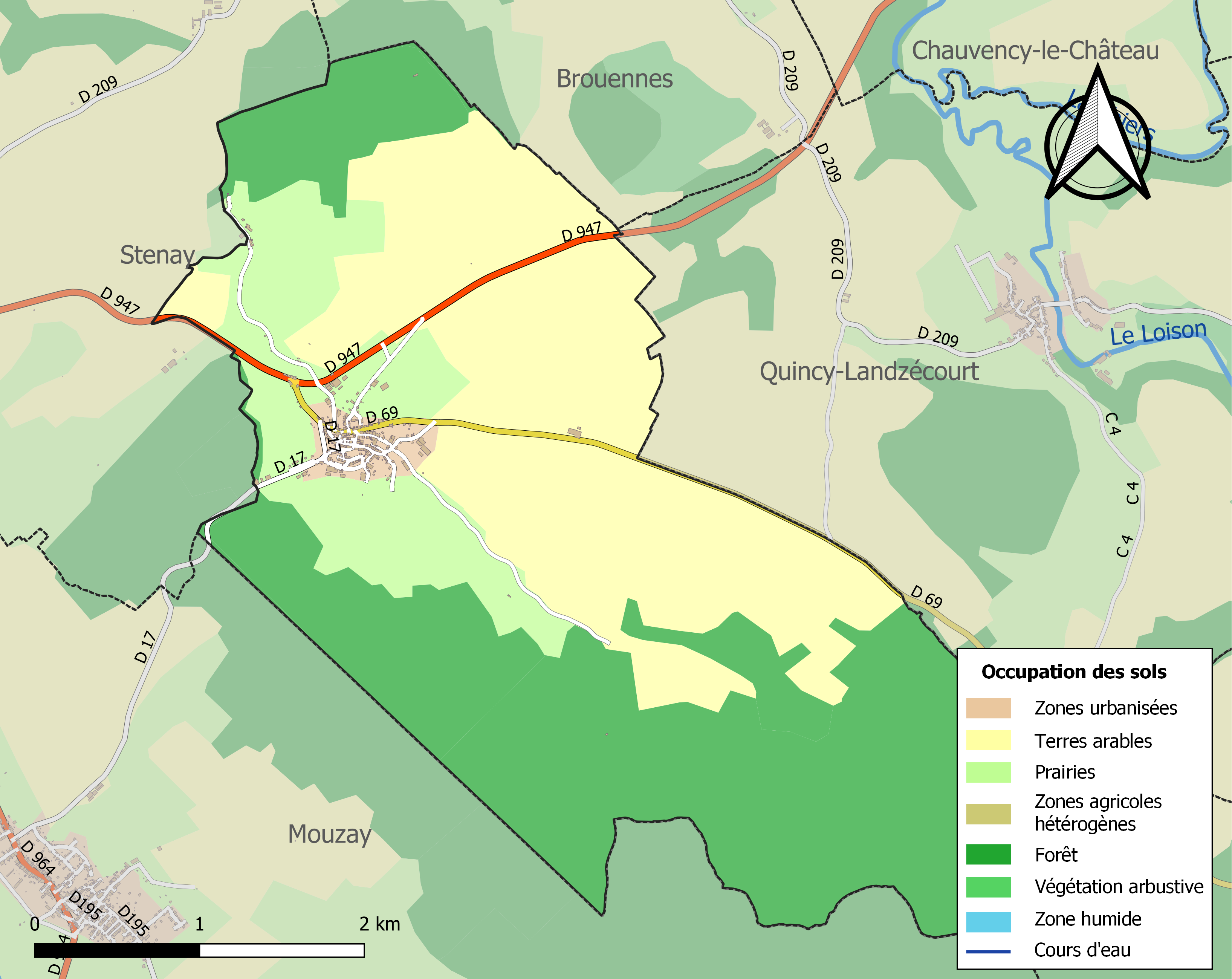
Carte des infrastructures et de l'occupation des sols de la commune en 2018 (CLC).

## Toponymie
La première mention connue du village est la ecclesia de Balim en 1157.
D'autres noms sont à signaler, : 
- Bailodium (XIIe siècle),
- Baaslon (1553),
- Ballon (1573),
- Baalon (1587),
- Bealon (1643),
- Balon (1667),
- Baylodium (1707),
- Baalon (1793 et 1801),
- Baâlon (1872)

Il s'agit de la première commune commençant par la lettre "b" en France.

## Histoire
L’existence de lieux d'habitation ne remontent pas avant la fin de la république ou la période d'Auguste. Bien qu'à la limites des territoires des Trévires, des Rèmes et des Médiomatriques, elle ne se trouve sur aucune voies principale. Une maison avec hypocauste a été fouillée, un autre bâtiment avec puits et une cave ainsi qu'une rue avecquatre bâtiments.
Au XVIIIe siècle, Baâlon dépend du Clermontois dans la prévôté de Stenay et du diocèse de Trèves dans l'archidiaconé de Longuyon.
Le 31 août 1792, le général Arthur Dillon s'opposa à l'avancée des troupes autrichiennes du général Clerfayt, qui s'avançaient vers Verdun.

## Politique et administration
| Période                                  | Période  | Identité                                             | Étiquette | Qualité        |
| ---------------------------------------- | -------- | ---------------------------------------------------- | --------- | -------------- |
| Les données manquantes sont à compléter. |          |                                                      |           |                |
| avant 1995                               | 2005     | Robert Lehuraux                                      |           |                |
| 2005                                     | En cours | Jean-Pierre Corvisier Réélu pour le mandat 2020-2026 |           | Ancien employé |

## Population et société

### Démographie

#### Évolution démographique
L'évolution du nombre d'habitants est connue à travers les recensements de la population effectués dans la commune depuis 1793. Pour les communes de moins de 10 000 habitants, une enquête de recensement portant sur toute la population est réalisée tous les cinq ans, les populations de référence des années intermédiaires étant quant à elles estimées par interpolation ou extrapolation. Pour la commune, le premier recensement exhaustif entrant dans le cadre du nouveau dispositif a été réalisé en 2008.

En 2022, la commune comptait 268 habitants, en évolution de −10,67 % par rapport à 2016 (Meuse : −4,4 %, France hors Mayotte : +2,11 %).
| 1793 | 1800 | 1806 | 1821 | 1831 | 1836 | 1841 | 1846 | 1851 |
| ---- | ---- | ---- | ---- | ---- | ---- | ---- | ---- | ---- |
| 491  | 540  | 542  | 551  | 606  | 725  | 778  | 805  | 733  |

| 1856 | 1861 | 1866 | 1872 | 1876 | 1881 | 1886 | 1891 | 1896 |
| ---- | ---- | ---- | ---- | ---- | ---- | ---- | ---- | ---- |
| 668  | 690  | 657  | 627  | 645  | 630  | 604  | 585  | 506  |

| 1901 | 1906 | 1911 | 1921 | 1926 | 1931 | 1936 | 1946 | 1954 |
| ---- | ---- | ---- | ---- | ---- | ---- | ---- | ---- | ---- |
| 492  | 465  | 444  | 322  | 327  | 303  | 304  | 273  | 347  |

| 1962 | 1968 | 1975 | 1982 | 1990 | 1999 | 2006 | 2008 | 2013 |
| ---- | ---- | ---- | ---- | ---- | ---- | ---- | ---- | ---- |
| 340  | 272  | 282  | 286  | 287  | 267  | 268  | 268  | 300  |

| 2018 | 2022 | - | - | - | - | - | - | - |
| ---- | ---- | - | - | - | - | - | - | - |
| 281  | 268  | - | - | - | - | - | - | - |

#### Pyramide des âges
La population de la commune est relativement jeune.
En 2018, le taux de personnes d'un âge inférieur à 30 ans s'élève à 37,7 %, soit au-dessus de la moyenne départementale (32,4 %). À l'inverse, le taux de personnes d'âge supérieur à 60 ans est de 24,6 % la même année, alors qu'il est de 29,6 % au niveau départemental.
En 2018, la commune comptait 139 hommes pour 142 femmes, soit un taux de 50,53 % de femmes, légèrement supérieur au taux départemental (50,49 %).
Les pyramides des âges de la commune et du département s'établissent comme suit.
| Hommes | Classe d’âge | Femmes |
| ------ | ------------ | ------ |
| 0,7    | 90 ou +      | 1,4    |
| 6,5    | 75-89 ans    | 7,7    |
| 16,5   | 60-74 ans    | 16,2   |
| 21,6   | 45-59 ans    | 21,8   |
| 18,0   | 30-44 ans    | 14,1   |
| 15,8   | 15-29 ans    | 18,3   |
| 20,9   | 0-14 ans     | 20,4   |

| Hommes | Classe d’âge | Femmes |
| ------ | ------------ | ------ |
| 0,8    | 90 ou +      | 2,2    |
| 7,6    | 75-89 ans    | 11     |
| 20,2   | 60-74 ans    | 20,5   |
| 20,6   | 45-59 ans    | 20     |
| 17,4   | 30-44 ans    | 16,8   |
| 16,7   | 15-29 ans    | 13,6   |
| 16,8   | 0-14 ans     | 15,8   |

## Culture locale et patrimoine

### Lieux et monuments

#### Édifices civils
- Ancienne cité gallo-romaine importante, nombreux vestiges découverts.

#### Édifices religieux
- Église Saint-Blaise (XVIIIe siècle).

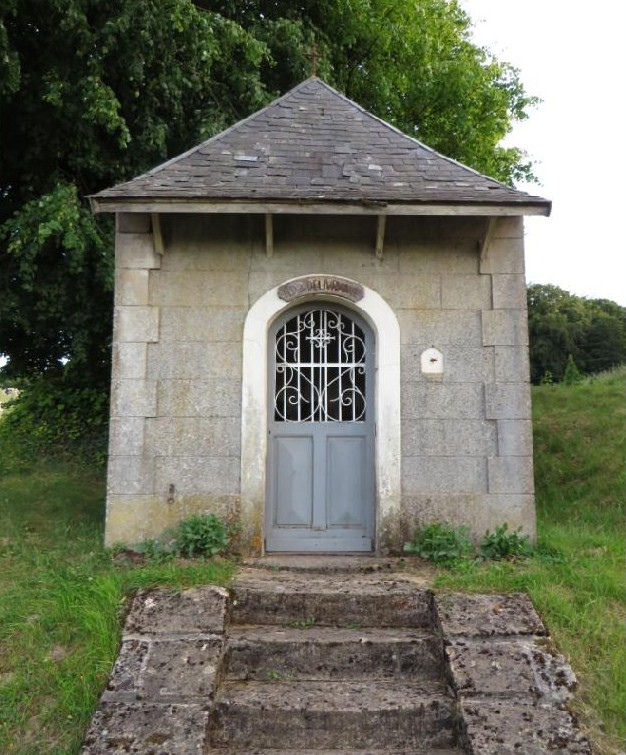
Chapelle Notre-Dame-de-la-Délivrance.

- Chapelle Notre-Dame-de-la-Délivrance, construite en 1866.

### Personnalités liées à la commune
Ferry Maclot, seigneur en partie puis, à partir de 1667 jusqu'à sa mort en 1685, seigneur de Baâlon, combattant de l'indépendance lorraine au service du duc Charles IV résistant à l'invasion française de 1632. Sources : Bazaille Manuel; "Ferry Maclot, patriote lorrain" ; La ''Revue lorraine populaire'' no 176, février 2004.

### Héraldique
| Blason de Baâlon | Blason  | Coupé voûté: au 1er d'or au casque de centurion romain de gueules et chapé de gueules chargé de deux cierges d'argent enflammés d'or, au 2e d'azur au pélican avec sa piété d'argent ensanglanté de gueules sur son aire d'or. |
| Blason de Baâlon | Détails | Création Robert André Louis et Dominique Lacorde. Adopté le 26 août 2019. |